# Epulum Jovis
En la antigua religión romana, el Epulum Jovis (también Epulum Iovis) era una fiesta ritual suntuosa ofrecida a Júpiter en los idus de septiembre (13 de septiembre) y una fiesta menor en los idus de noviembre (13 de noviembre). Se celebró durante los Ludi Romani ("Juegos romanos") y los Ludi Plebeii ("Juegos plebeyos").
Los dioses eran invitados formalmente y asistían en forma de estatuas. A estos les situaban en lujosos divanes (pulvinaria), colocados en la parte más honorable de la mesa. Se sirvía buena comida, como si pudieran comer. Los sacerdotes designados como epulones, o maestros de la fiesta, organizaban y llevaban a cabo el ritual y actuaban como "representantes gastronómicos" al comer la comida.